# Standing Next to You
«Standing Next to You» es una canción del cantante surcoreano Jungkook, de BTS. Fue publicada el 3 de noviembre de 2023, como el tercer sencillo de su álbum debut, Golden. Alcanzó el top ten en las listas musicales de Lituania, Hong Kong, India, Indonesia, Letonia, Japón, Malasia, Perú, Filipinas, Singapur, Taiwán y los Estados Unidos. En el Reino Unido, se convirtió en la cuarta entrada consecutiva de Jungkook a la lista UK Singles Chart. El 1 de diciembre se lanzó un remix, con el cantante estadounidense Usher, y fue incluido en su noveno álbum de estudio Coming Home.

## Composición y lanzamiento
El 15 de octubre de 2023, se reveló que «Standing Next to You» sería la cuarta canción y el próximo sencillo del álbum debut de Jungkook, Golden, tras un anuncio de Big Hit. La canción es la segunda colaboración entre Jungkook y el compositor y cantante estadounidense Andrew Watt y el productor musical canadiense Cirkut, después de «Seven», lanzada en julio del mismo año. El 16 de octubre, se reveló un póster oficial con la hora exacta del lanzamiento, en el que se veía a Jungkook con una chaqueta negra y una cadena sobre un fondo de color gris. El arte de tapa del sencillo, que consiste en letras simples de color rojo, azul y gris con un fondo negro, fue revelado en los servicios de streaming ese mismo día.

## Video musical
Dirigido por Tanu Muino y filmado en Budapest, en el video musical Jungkook persigue a una «misteriosa mujer fatal» mientras «exhibe sus habilidades para el baile en una elaborada coreografía» que lleva a cabo en varios sitios con un grupo de bailarines. Al final del video, Jungkook y la mujer se encuentran cara a cara.

## Presentaciones en vivo
Jungkook interpretó «Standing Next to You» por primera vez el 5 de noviembre de 2023, en iHeartRadio, acompañado por una banda en vivo. El 7 de noviembre, presentó el sencillo en el programa Late Night with Jimmy Fallon. Al día siguiente, realizó una participación en el programa The Today Show como parte de la serie de conciertos Citi Concert Series, y el 9 de noviembre volvió a presentar la canción durante un mini concierto sorpresa de cinco canciones en Times Square, Nueva York; el concierto fue anunciado media hora antes de que comience y transmitido en vivo mediante el canal de YouTube de BTS y el de Xbox en la plataforma Twitch.

## Premios
«Standing Next to You» ganó dos premios de primer lugar en los episodios del programa surcoreano M Countdown emitidos el 9 y el 16 de noviembre, y dos premios consecutivos Melon Popularity en las semanas del 20 y el 27 de noviembre.

## Versiones
- Sencillo en CD, descarga digital y streaming

1. "Standing Next to You" – 3:26

- The Remixes – descarga digital y streaming

1. "Standing Next to You" – 3:26
2. "Standing Next to You" (Instrumental) – 3:22
3. "Standing Next to You" (Slow Jam Remix) – 3:16
4. "Standing Next to You" (PBR&B Remix) – 3:16
5. "Standing Next to You" (Latin Trap Remix) – 2:56
6. "Standing Next to You" (Holiday Remix) – 3:18
7. "Standing Next to You" (Future Funk Remix) – 3:17
8. "Standing Next to You" (Band version) – 3:24

## Listas musicales
| Lista (2023)                             | Mejor posición |
| ---------------------------------------- | -------------- |
| Alemania (Offizielle Deutsche Charts)    | 55             |
| Arabia Saudita (IFPI)                    | 4              |
| Australia (ARIA)                         | 33             |
| Austria (Ö3 Austria Top 40)              | 51             |
| Bolivia (Billboard)                      | 19             |
| Brasil (Brasil Hot 100)                  | 47             |
| Canadá (Canadian Hot 100)                | 30             |
| Corea del Sur (Circle)                   | 6              |
| Emiratos Árabes Unidos (IFPI)            | 1              |
| Eslovaquia (Singles Digitál Top 100)     | 53             |
| Estados Unidos (Billboard Hot 100)       | 5              |
| Filipinas (Billboard)                    | 3              |
| Francia (SNEP)                           | 44             |
| Grecia (IFPI)                            | 10             |
| Global 200 (Billboard)                   | 1              |
| Hong Kong (Billboard)                    | 3              |
| India (IMI)                              | 2              |
| Indonesia (Billboard)                    | 2              |
| Irlanda (IRMA)                           | 19             |
| Japón (Japan Hot 100)                    | 12             |
| Japan Combined Singles (Oricon)          | 12             |
| Letonia (LAIPA)                          | 9              |
| Latvia Airplay (LAIPA)                   | 16             |
| Lituania (AGATA)                         | 2              |
| Luxemburgo (Billboard)                   | 20             |
| Malasia (Billboard)                      | 2              |
| Medio Oriente y Noreste de África (IFPI) | 1              |
| Nueva Zelanda (Recorded Music NZ)        | 25             |
| Nigeria (TurnTable Top 100)              | 60             |
| Norte de África (IFPI)                   | 3              |
| Países Bajos (Mega Single Top 100)       | 71             |
| Países Bajos (Tipparade)                 | 10             |
| Perú (Billboard)                         | 8              |
| Polonia (Polish Streaming Top 100)       | 63             |
| Portugal (AFP)                           | 24             |
| Reino Unido (UK Singles Chart)           | 6              |
| Singapur (RIAS)                          | 2              |
| Suecia (Sverigetopplistan)               | 75             |
| Suiza (Schweizer Hitparade)              | 35             |
| Taiwán (Billboard)                       | 4              |
| Vietnam (Vietnam Hot 100)                | 4              |

## Lanzamiento
| Región | Fecha                  | Formatos         | Versión     | Discográfica | Ref.   |
| ------ | ---------------------- | ---------------- | ----------- | ------------ | ------ |
| Varias | 3 de noviembre de 2023 | Sencillo en CD   | Original    | Big Hit      | [ 53 ] |
| Varias | 6 de noviembre de 2023 | descarga digital | The Remixes | Big Hit      |        |